# 레겐스부르크 협약
레겐스부르크 협약(Diet of Regensburg, Colloquy of Regensburg)은 라티스본 협약이라고도 불리는데 1541년 독일 바바리아 지역에 있는 레겐스부르크 (라티스본)에서 열린 회의이다. 종교개혁기간 중에서 개신교와 카톨릭교회 사이의 신학적 논쟁들을 신성로마제국의 카알 5세가 주선하여 신성로마제국 안에서 종교적 통일성을 회복하려는 시도였다. 이신칭의, 성찬, 교황권과 같은 주제들에 대하여 논의하였다. 개신교 대표자로는 마르틴 부서, 필립 멜란히톤, 피스토리우스(Pistorius)이며 옵서버로 장 칼뱅이 참석하고, 가톨릭 대표자로 요한 에크, 요하네스 그로퍼(Gropper), Pflug 등이 참여하였다. 타락전 인간의 무죄, 자유선택, 죄의 원인, 그리고 원조에 대한 4개 조항은 웜스 협약에 근거하여 신속하게 처리되었다, 칭의 대한 5 항은 4월 28일부터 5월 2일까지 논의되었다. 에크와 멜랑히톤은 웜스회의를 수정하여 새로운 내용으로 초안을 만들었다. 문제는 칭의에 대한 견해로 인하여 의견이 일치되지 못하고 결렬되었다. 참석은 못였지만 루터의 의견은 행위없는 이신칭의와 사랑으로 역사하는 믿음은 함께 연결되었다. 옵셔서인 칼뱅도 카톨릭이 많이 양보했다고 말하면서 참된 교리에 굳게 있는 동료학자들을 격려하였다.

카톨릭 측은 이 회의 이후 트렌트 회에서 만든 Decree on Justification (1547)에 따라서 개신교의와 반대되는 칭의 개념을 정의하게 되었다. 1559년에도 루터란들과 동방정교회 사이에 시도가 있었다.